# 오산대역
오산대역(烏山大驛, Osan Univ. station)은 경기도 오산시 수청동에 있는 수도권 전철 1호선의 전철역이다. 인근에는 물향기수목원과 오산대학교가 위치하고 있다. 오산역과 이름이 비슷하여 종종 혼동되기도 한다.

## 역사
당초 수원 ~ 천안 2복선 전철 계획 당시에는 없었으나, 인근 세교신도시 택지개발지구에 대비하여 미리 추가 건설되었다. 건설 당시의 역명은 소재지의 지명을 딴 수청역(水淸驛)으로 할 계획이었으나 주민들이 오산지역의 발전과 경제활성화에 기여하는 이점을 들어 개명에 찬성하면서 현재의 명칭으로 확정, 개통되었다.
- 2005년 12월 27일 : 역원무배치간이역(을종승차권대매소)으로 개역[5]
- 2010년 1월 21일: 당정역 개업으로 1호선 역번호가 P158번에서 P159번으로 변경

## 역 구조
2면 4선의 상대식 승강장이다. 개업 당시에는 출구가 1개였으나, 2010년 경기대로 직선화 이후 국도 제1호선 신선 방향으로 2번 출구가 신설되었다. 현재 스크린도어가 설치되어 있다.

### 승강장
| ↑세마 |
| \| １ |
| 오산↓ |

| 1 | ● 수도권 전철 1호선 | 평택 · 천안 · 신창 방면          |
|   | 경부선              | 통과선                           |
| 2 | ● 수도권 전철 1호선 | 수원 · 구로 · 용산 · 광운대 방면 |

## 역 주변
- 물향기수목원
- 신장동행정복지센터
- 꿈빛나래 청소년문화의집
- 경기도화성오산교육지원청
- 오산대학교
- 홈플러스오산점
- 매홀중학교

## 승차량 변동
| 노선   | 승차 인원 | 승차 인원 | 승차 인원 | 승차 인원 | 승차 인원 | 승차 인원 | 승차 인원 | 승차 인원 | 승차 인원 | 승차 인원 | 승차 인원 | 승차 인원 | 승차 인원 | 승차 인원 | 승차 인원 | 승차 인원 | 승차 인원 | 승차 인원 | 주 석 |
| 노선   | 2005년    | 2006년    | 2007년    | 2008년    | 2009년    | 2010년    | 2011년    | 2012년    | 2013년    | 2014년    | 2015년    | 2016년    | 2017년    | 2018년    | 2019년    | 2020년    | 2021년    | 2022년    | 주 석 |
| ------ | --------- | --------- | --------- | --------- | --------- | --------- | --------- | --------- | --------- | --------- | --------- | --------- | --------- | --------- | --------- | --------- | --------- | --------- | ----- |
| 경부선 | 555       | 1384      | 1773      | 1681      | 1605      | 1562      | 1642      | 1747      | 2117      | 2864      | 2938      | 2970      | 3141      | 3327      | 3513      | 2415      | 2893      | 3475      | [ 6 ] |

## 인접한 역
| 경부선                | 경부선                          | 경부선              |
| --------------------- | ------------------------------- | ------------------- |
| P158 세마 광운대 방면 | ● 수도권 전철 1호선 경부선 완행 | P160 오산 신창 방면 |